# Her Kingdom of Dreams
Her Kingdom of Dreams è un film muto del 1919 diretto da Marshall Neilan. La sceneggiatura si basa sull'omonimo racconto di Agnes Louise Provost pubblicato a puntate dal dicembre 1918 al febbraio 1919 sul People's Home Journal. Prodotto da Anita Stewart, anche protagonista della storia, aveva come altri interpreti Spottiswoode Aitken, Frank Currier, Mahlon Hamilton, Anna Q. Nilsson, Edwin Stevens, Kathlyn Williams, Fred Huntley.

## Trama

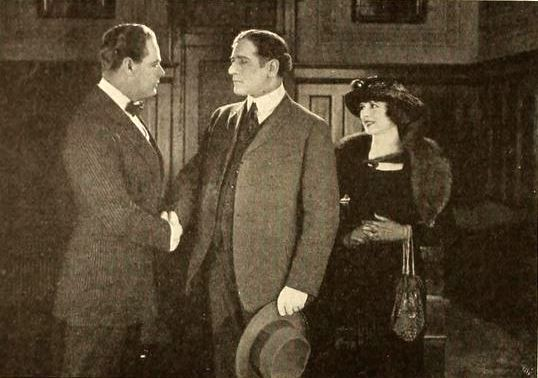

Judith Rutledge, giovane del Sud, è la stimata segretaria di James Warren, un banchiere di New York. Quando questi si trova in punto di morte, l'uomo le fa promettere che sposerà suo figlio Fred, in modo che la banca possa andare avanti anche dopo la sua morte. Ma Fred, che ha confessato di avere compiuto un falso per proteggere il buon nome di suo fratello, ora morto anche lui, sembra essere innamorato di un'altra ragazza, Carlotta Stanmore, e Judith lo lascia per andarsene nel West. Judith, che - senza essere ascoltata - aveva consigliato Fred di non lasciarsi abbindolare da J. Wellington Yarnell, un truffatore, incontra nel West Tom Langley, il vero proprietario dei terreni che Yarnell ha venduto fraudolentemente a Fred. E quando Tom parte per New York, dove vuole mettere in chiaro la faccenda, Judith, per avvertirlo, spedisce a Fred un telegramma che però viene intercettato da Carlotta. Si scoprirà che è stata proprio lei la responsabile della falsificazione di cui Fred credeva colpevole il fratello. Fred, che pensava di essere stato tradito da Judith, deve ricredersi. Judith, che fino a quel momento era stata sempre insultata dalla famiglia Warren, viene accettata dal clan come una di loro mentre Fred, ormai conquistato, le dichiara il suo amore.

## Produzione
Il film fu prodotto dalla Anita Stewart Productions e dalla Louis B. Mayer Productions con il titolo di lavorazione The Wreck.

## Distribuzione
Il copyright del film, richiesto dalla Associated First National Film Corp. (la ex First National Exhibitors Circuit), fu registrato il 30 novembre 1920 con il numero LP15850.

Distribuito dalla First National Exhibitors' Circuit, il film uscì nelle sale statunitensi il 21 settembre 1919. In Francia, la Pathé Frères lo distribuì il 30 luglio 1920 con il titolo La Sacrifiée; in Svezia, uscì il 7 febbraio 1921 come Hennes drömmars kungarike; in Danimarca, il 20 agosto 1923, come Svindleren fra Kalifornien.
Non si conoscono copie ancora esistenti della pellicola che viene considerata presumibilmente perduta.